# Kiki VanDeWeghe
Ernest Maurice "Kiki" VanDeWeghe III (* 1. srpna 1958, Wiesbaden) je bývalý americký basketbalista narozený v Německu. Tam se narodil v době, kdy tam jeho otec, basketbalista Ernie Vandeweghe, působil v německé lize. Po návratu do Ameriky se Kiki prosadil v univerzitním basketbale v dresu UCLA Bruins. Roku 1980 vstoupil do NBA a vydržel v této soutěži třináct let, přičemž ve dvanácti z těchto třinácti ročníků postoupil do vyřazovací části NBA. Vystřídal kluby Denver Nuggets (1980–1984), Portland Trail Blazers (1984–1989), New York Knicks (1989–1992) a Los Angeles Clippers (1992–1993). Dvakrát byl vybrán do all-star zápasu NBA (1983, 1984). V základní části NBA zaznamenal 15 980 bodů. Budeme-li ho považovat za Evropana, je z tohoto pohledu pátým nejúspěšnějším zástupcem starého kontinentu v dějinách NBA a druhým nejúspěšnějším Němcem. V základní části odehrál 810 zápasů a dosáhl průměru 19,7 bodu na zápas. V play-off přidal dalších 68 utkání, v nichž měl průměr 16,1 bodu na zápas.
Po skončení hráčské kariéry se věnoval trénování, v NBA byl asistentem v klubu Dallas Mavericks (1999–2001) a hlavním trenérem New Jersey Nets (2009–2010). V Dallasu měl klíčovou roli při angažování Dirka Nowitzkiho, jenž se nakonec stal nejúspěšnějším Evropanem v dějinách NBA. V letech 2013–2021 byl VanDeWeghe viceprezidentem NBA. Basketbalistou byl nejen jeho otec, ale i strýc Mel Hutchins. Jeho matka Colleen Kay Hutchinsová byla Miss America 1952, jeho neteř Coco Vandewegheová se stala známou tenistkou. Po většinu své kariéry vystupoval pod příjmením "Vandeweghe" (tedy pouze s velkým počátečním písmenem), což je pravopis, který používal už jeho otec a stále jej používá i jeho neteř, avšak on v roce 2013 oznámil, že mění pravopis svého jména na "VanDeWeghe", což byla původní varianta užívaná jeho dědečkem, po jehož smrti se na jeho počest k této původní podobě příjmení vrátil. Měřil 203 cm.